# ZDNet
ZDNet – amerykański portal informacyjny poświęcony technice.
Portal został założony w 1991 roku. W ciągu miesiąca serwis odnotowuje ponad 12 mln wizyt. 
W 2007 roku Stowarzyszenie Wydawców Online nagrodziło ZDNet UK w kategorii Strona Biznesowa za wkład w innowacyjność w efektywnym  wdrażaniu Web 2.0 i funkcji społeczności na swojej stronie internetowej. 
W 2020 roku właścicielem serwisu zostało przedsiębiorstwo Red Ventures. 